# Uta Merzbach
Uta Caecilia Merzbach (Berlim, 9 de fevereiro de 1933 – Georgetown, Texas, 27 de junho de 2017) foi uma historiadora da matemática alemã-estadunidense.
Nasceu em Berlim, onde sua mãe era filologista e seu pai um economista que trabalhava para a Reichsvereinigung der Juden in Deutschland durante a Segunda Guerra Mundial. O governo nazista fechou a Reichsvereinigung em junho de 1943; a família foi presa, junto a outros membros da Reichsvereinigung, e enviada para o Campo de Concentração de Theresienstadt em 4 de agosto de 1943. A família Merzbachs sobreviveu à guerra e ao campo de concentração, e depois de passarem um ano em um campo de refugiados em Deggendorf foram para Georgetown, Texas, onde seu pai obteve um cargo de professor da Southwestern University.
Merzbach estudou matemática na Universidade do Texas em Austin, com um bacharelado em 1952 e um doutorado em 1954 na Universidade Harvard, orientada por Garrett Birkhoff e I. Bernard Cohen, com a tese Quantity of Structure: Development of Modern Algebraic Concepts from Leibniz to Dedekind. A partir de 1953 lecionou no Radford College (Radford School for Girls), de 1960 a 1963 em Harvard e de 1963 a 1987 foi curadora na Smithsonian Institution.
Trabalhou com a história da matemática nos séculos XIX e XX e com a história de instrumentos matemáticos, editando uma nova edição do livro sobre a história da matemática de Carl Boyer.

## Obras
- com Carl Boyer A history of mathematics, Wiley 2011
- Georg Scheutz and the first printing calculator, Smithsonian Institution Press 1977
- colaboração em Garrett Birkhoff Sourcebook of Classical Analysis, Harvard University Press 1973
- colaboração em Peter Duren (Editor) A century of Mathematics in America, American Mathematical Society, 3 Volumes, 1988, 1989
- Carl Friedrich Gauß, a bibliography, Wilmington, Delaware, Scholarly Resources 1984 (com 551 páginas)